# Ђустањана (Лука)
Ђустањана је насеље у Италији у округу Лука, региону Тоскана.
Према процени из 2011. у насељу је живело 103 становника. Насеље се налази на надморској висини од 337 м.